# Neonycteris pusilla
Neonycteris pusilla är en fladdermusart som beskrevs av Sanborn 1949. Neonycteris pusilla är ensam i släktet Neonycteris som ingår i familjen bladnäsor. Inga underarter finns listade i Catalogue of Life. Arten listades före år 2000 i släktet Micronycteris.
Denna fladdermus är bara känd från en liten region i gränsområdet mellan Colombia och Brasilien. Under 1940-talet blev två individer upphittade och nyare fynd saknas. De liknade andra fladdermus som fångar insekter.
Arten är en av de mindre som tidigare sammanfattades i släktet Micronycteris. Den har mörkbrun rygg och ljusare brun framsida. Underarmen är cirka 34 mm lång. I mellanhanden (metacarpus) är det tredje benet det längsta och det fjärde benet det kortaste. Ett band av hud som sammanlänkar de mera runda öron saknas.